# (21121) Andoshoeki
(21121) Andoshoeki est un astéroïde de la ceinture principale découvert en 1992.

## Description
(21121) Andoshoeki a été découvert le 16 novembre 1992 à l'observatoire de Kitami, situé à l'est d'Hokkaidō (Japon), par Kin Endate et Kazuro Watanabe.

### Caractéristiques orbitales
L'orbite de cet astéroïde est caractérisée par un demi-grand axe de 2,42 UA, un périhélie de 2,02 UA, une excentricité de 0,16 et une inclinaison de 5,59° par rapport à l'écliptique. Du fait de ces caractéristiques, à savoir un demi-grand axe compris entre 2 et 3,2 UA et un périhélie supérieur à 1,666 UA, il est classé, selon la JPL Small-Body Database, comme objet de la ceinture principale.

### Caractéristiques physiques
(21121) Andoshoeki a une magnitude absolue (H) de 14,5 et un albédo estimé à 0,277.